# Regio IX (Pompeia)
Llista dels monuments presents a la Regio IX de les excavacions arqueològiques de Pompeia. Comprèn la part central de la ciutat. Està limitada al nord per la via de Nola, al sud per la via de l'Abundància, a l'oest per la via Estabiana i a l'est actualment té límits imprecisos, ja que es troba a la zona de la ciutat que encara no ha estat excavada.

Plànol de Pompeia, amb les distintes regiones o districtes en què estava dividida
Plànol de Pompeia on es ressenyen (en anglès) els principals edificis i vies urbanes
Mapa de situació de la Pompeia romana, on es veu l'àrea afectada per l'erupció del Vesuvi del 79

## Insula 1
| Pos. | Imatge | Nom                          | Descripció | Ref. |
| ---- | ------ | ---------------------------- | --- | ---- |
| 1    | -      | Botiga                       | - |      |
| 2    | -      | Botiga                       | - |      |
| 3    |        | Fleca                        | - |      |
| 4    |        | Botiga                       | - |      |
| 5    |        | Botiga de L. Livi Firmi      | - |      |
| 6    | -      | Thermopolium                 | - |      |
| 7    | -      | Casa de Pacci Alexandre      | Es tracta d'una petita casa de poc menys de 200 m². L'atri té en una paret restes de les decoracions amb tres fornícules, una dels quals està decorada amb una petxina, utilitzada com a larari. Entre les habitacions més ben conservades es troba el triclini, amb frescos del quart estil pompeià, entre els quals hi ha una dona amb un paó i un home amb el mateix animal. Alguns d'aquests frescos s'han traslladat per ser conservats al Museu Arqueològic Nacional de Nàpols. |      |
| 8    | -      | Taverna                      | - |      |
| 9    | -      | Botiga                       | - |      |
| 10   |        | Botiga                       | - |      |
| 11   |        | Botiga                       | - |      |
| 12   |        | Casa sense nom               | - |      |
| 13   |        | Thermopolium                 | - |      |
| 14   |        | Botiga                       | - |      |
| 15   | -      | Thermopolium                 | - |      |
| 16   |        | Thermopolium                 | - |      |
| 17   |        | Botiga                       | - |      |
| 18   |        | Botiga                       | - |      |
| 19   |        | Botiga                       | - |      |
| 20   |        | Casa de M. Epidi Ruf         | Es caracteritza per una gran porta i un atri corinti amb setze columnes, de quatre metres i mig d'alçada. Cal destacar el larari, amb una dedicació al patró i als lars de la casa i les traces de pintures al taulell, amb temes de plantes estilitzades i arquitectura fantàstica, així com una escena de Màrsies que desafia a Apol·lo a tocar l'aulos. |      |
| 21   |        | Botiga                       | - |      |
| 22   |        | Casa de M. Epidi Sabí        | Es tracta d'una casa gran amb més de vint-i-cinc habitacions i un doble atri, dels quals un d'ells és un larari. Es caracteritza per una gran columna dòrica amb frescs que encara es conserven. També té un tablinium i dos peristils. Són nombroses les decoracions conservades, tant pavimentals, mosaic, com de paret, amb pintures del primer i quart estil pompeià, mentre que una altra peculiaritat la representa la cuina, que també es feia servir de fleca privada.        |      |
| 23   |        | Botiga                       | - |      |
| 24   |        | Botiga                       | - |      |
| 25   |        | Botiga                       | - |      |
| 26   |        | Casa de Sodoma i Gomorra     | Va ser excavada el 1858 i posteriorment el 1869. S'anomena així així perquè tant al triclini com un dormitori es va trobar un grafit que feia referència a les ciutats de Sodoma i Gomorra. La casa, d'una mica més de 130 m², té sis habitacions i un atri central. |      |
| 27   |        | Botiga de Pacuvi Erasístrat  | - |      |
| 28   | -      | Estable de Thesmus           | - |      |
| 29   | -      | Casa sense nom               | - |      |
| 30   | -      | Entrada secundària (IX.1.20) | - |      |
| 31   | -      | Botiga                       | - |      |
| 32   | -      | Casa sense nom               | - |      |
| 33   | -      | Entrada secundària (IX.1.3)  | - |      |
| 34   | -      | Accés a la planta superior   | - |      |

## Insula 2
| Pos. | Imatge | Nom                                    | Descripció | Ref. |
| ---- | ------ | -------------------------------------- | --- | ---- |
| 1    |        | Altar                                  | - |      |
| 2    |        | Botiga                                 | - |      |
| 3    |        | Botiga                                 | - |      |
| 4    |        | Casa amb botiga                        | - |      |
| 5    |        | Casa amb botiga                        | - |      |
| 6    |        | Botiga                                 | - |      |
| 7    |        | Casa de la Font de l'Amor              | Va ser explorada el 1851 i l'entrada va precedida d'una tenda/taller. La casa és de mida modesta i consta d'una habitació, un triclini (que presenta restes de decoracions de parets), i un petit jardí, en el qual es troba una font amb un fresc que representa una nimfa que tenia a les mans un crater en forma de font del qual brollava aigua. |      |
| 8    |        | Accés a la planta superior             | - |      |
| 9    |        | Botiga                                 | - |      |
| 10   |        | Casa de Clor i Capràsia                | També anomenada Casa del Gall II, té al triclini l'habitació més important que s'ha trobat. Es caracteritza per un sostre de volta i conserva els seus frescos, tant al llarg de les parets com a la part del sostre, fins i tot un dormitori proper al peristil té restes de decoracions de la paret, però malmeses pel temps, en particular l'escena central d'un panell on es va representar Galatea i Polifem. La casa també tenia un pis superior.    |      |
| 11   |        | Taverna dels Accis I                   | - |      |
| 12   |        | Taverna dels Accis II                  | - |      |
| 13   | -      | Casa amb botiga                        | - |      |
| 14   | -      | Botiga                                 | - |      |
| 15   | -      | Entrada secundària (IX.2.16.)          | - |      |
| 16   | -      | Casa de Titus Dentaci Pantera          | També anomenada Casa de Bel·lerofont o Casa de la princesa Margarida, encara mostra restes de frescos a la façana d'entrada, així com a l'atri on es va pintar Bel·lerofont, després traslladada al Museu Arqueològic Nacional de Nàpols per conservar-la. La casa també en tenia en algunes habitacions una pavimentació d'opus signinum i en d'altres un mosaic, mentre que entre els altres frescos trobem una pintura que representa les tres Gràcies. |      |
| 17   | -      | Casa de Q. Briti Balb                  | Després d'un curt passadís d'entrada, té un atri, al voltant del qual hi ha diverses habitacions que inclouen dormitoris amb restes d'estuc i decoració de guix. A la mateixa habitació també hi ha una llar de foc i diverses fornícules utilitzades com a lararis. A la zona del jardí hi ha el triclini i una exedra, mentre que del peristil només queden dues columnes amb escasses decoracions d'estuc, a més d'un brocal de pou.                    |      |
| 18   | -      | Casa de Curvi Marcel i Fàbia           | Té un atri amb impluvium i parets de marbre, així com les dels dormitoris i el triclini, amb restes de decoracions pictòriques en groc, vermell i negre. Passat el tablinum, s'entra al jardí amb les restes de les bases de les columnes i d'un larari, mentre que a la cuina es pot observar la llar de foc i una latrina. |      |
| 19   | -      | Entrada secundària (IX.2.21.)          | - |      |
| 20   | -      | Botiga                                 | - |      |
| 21   | -      | Casa sense nom                         | - |      |
| 22   | -      | Botiga                                 | - |      |
| 23   | -      | Botiga                                 | - |      |
| 24   | -      | Estable                                | - |      |
| 25   | -      | Caupona de Tirs                        | - |      |
| 26   | -      | Casa de M. Casel·li Marcel             | Va ser excavada el 1869. L'atri té un característic larari amb una fornícula recolzada per un podi alt pintat en vermell, sobre el qual es poden veure dues serps grogues, actualment esvaïdes. Segueix el tablinum i el jardí. |      |
| 27   | -      | Casa de les Noces de Neptú i Amfitrite | També anomenada Casa de la Princesa Margarida o Casa del Gran Duc de Toscana, es va explorar el 1849 i el 1869. A les habitacions de la casa encara es poden veure restes de la decoració de la paret. Les troballes principals, representades per mosaics, s'han traslladat al Museu Arqueològic Nacional de Nàpols per a ser conservades, com la representació de Neptú i Amfitrite i una representació de peixos i ànecs.                               |      |
| 28   | -      | Entrada secundària (IX.2.27.)          | - |      |
| 29   | -      | Entrada secundària (IX.2.1.)           | - |      |

## Insula 3
| Pos. | Imatge | Nom                              | Descripció | Ref. |
| ---- | ------ | -------------------------------- | --- | ---- |
| 1    |        | Botiga                           | - |      |
| 2    |        | Taller d'Uboni                   | - |      |
| 3    |        | Botiga                           | - |      |
| 4    |        | Botiga                           | - |      |
| 5    |        | Casa de Marc Lucreci             | Va pertànyer a un decurió i un sacerdot de Mart de la ciutat. Té un atri amb larari, un tablinum i un jardí penjat enriquit amb estàtues de marbre. Una escala conduïa al pis superior, mentre que les decoracions (en part traslladades i conservades al Museu Arqueològic Nacional de Nàpols), romanen petites escenes amb temes mitològics i arquitectura fantàstica, típica del quart estil pompeià, com el triomf de Bacus.                        |      |
| 6    |        | Botiga                           | - |      |
| 7    |        | Botiga                           | - |      |
| 8    |        | Botiga                           | - |      |
| 9    |        | Botiga de Titus                  | - |      |
| 10   |        | Pistrinum de T. Terenci Pròcul   | - |      |
| 11   | -      | Entrada secundària (IX.3.10)     | - |      |
| 12   | -      | Fleca de T. Terenci Pròcul       | - |      |
| 13   | -      | Casa de Fabi Cèler               | - |      |
| 14   | -      | Casa de C. Cati Escita           | - |      |
| 15   | -      | Casa de Filocal                  | Tenia una pintura de Mercuri i Minerva a la façana, mentre que al passadís d'entrada estava col·locada l'escala que donava al pis superior. L'atri té un impluvium i un brocal de pou, rodejat d'habitacions amb traces de decoracions a les parets que inclouen la representació d'Isis amb una cornucòpia i als seus peus una esfera (conservat al Museu Arqueològic Nacional de Nàpols). Al jardí presenta una columnata a tres costats i un larari. |      |
| 16   | -      | Botiga de C. Teti Faust          | - |      |
| 17   | -      | Taverna de Q. Salusti Invent     | - |      |
| 18   | -      | Taverna de P. Pacci Clar         | - |      |
| 19   | -      | Taverna de T. Genial             | - |      |
| 20   | -      | Fleca                            | - |      |
| 21   | -      | Dipòsit de A. Veti Caprasi Fèlix | - |      |
| 22   | -      | Entrada secundària (IX.3.21)     | - |      |
| 23   | -      | Casa sense nom                   | - |      |
| 24   | -      | Entrada secundària (IX.3.5)      | - |      |
| 25   | -      | Casa de L. Clodi Var i Pelàgia   | Va ser explorada el 1871 i mesura poc més de 100 m², amb només cinc habitacions. En una d'elles es va trobar un grafit, situat a la zona on hi havia d'haver-hi un llit, amb els dos noms pels quals la casa és sobrenomenada i probablement referida als dos cònjuges que hi vivien. |      |

## Insula 4
| Pos. | Imatge | Nom                          | Descripció | Ref. |
| ---- | ------ | ---------------------------- | ---------- | ---- |
| 1    |        | Botiga                       | -          |      |
| 2    | -      | Botiga                       | -          |      |
| 3    | -      | Botiga                       | -          |      |
| 4    | -      | Botiga                       | -          |      |
| 5    |        | Termes Centrals              | -          |      |
| 6    |        | Botiga                       | -          |      |
| 7    |        | Botiga                       | -          |      |
| 8    |        | Botiga                       | -          |      |
| 9    | -      | Botiga                       | -          |      |
| 10   | -      | Entrada secundària (IX.4.5.) | -          |      |
| 11   | -      | Latrina pública              | -          |      |
| 12   | -      | Accés a la planta superior   | -          |      |
| 13   | -      | Entrada secundària (IX.4.5.) | -          |      |
| 14   | -      | Entrada secundària (IX.4.5.) | -          |      |
| 15   | -      | Entrada secundària (IX.4.5.) | -          |      |
| 16   | -      | Entrada secundària (IX.4.5.) | -          |      |
| 17   |        | Botiga                       | -          |      |
| 18   |        | Entrada secundària (IX.4.5.) | -          |      |
| 19   |        | Botiga                       | -          |      |
| 20   |        | Botiga                       | -          |      |
| 21   |        | Botiga                       | -          |      |
| 22   |        | Entrada secundària (IX.4.1.) | -          |      |

## Insula 5
| Pos. | Imatge | Nom                           | Descripció | Ref. |
| ---- | ------ | ----------------------------- | --- | ---- |
| 1    | -      | Botiga                        | - |      |
| 2    | -      | Casa d'Aquil·les              | També anomenada Casa de l'Esquelet o Casa de Stronnius, fou excavada el 1877 i presenta restes de pintures, tant al llarg de les parets com reduïdes a quadrats per ser exposades al Museu Arqueològic Nacional de Nàpols. Als dormitoris del voltant de l'atri s'observa Ariadna, Dionís i un silè, i Venus amb un moltó, mentre que en una habitació propera al jardí, en un plafó, es troba la representació d'Hefest que porta l'armadura a Aquil·les. |      |
| 3    | -      | Botiga                        | - |      |
| 4    |        | Botiga                        | - |      |
| 5    |        | Botiga                        | - |      |
| 6    |        | Casa sense nom                | - |      |
| 7    |        | Botiga                        | - |      |
| 8    |        | Botiga                        | - |      |
| 9    |        | Casa dels Pigmeus             | Es diu així perquè en una habitació hi ha un fresc que representa escenes de la vida quotidiana de pigmeus al llarg del curs del riu Nil. També s'observen torres, temples i diversos animals, entre els quals un hipopòtam. La casa té la planta clàssica de les cases romanes, amb atri, tablinum i peristil. |      |
| 10   |        | Botiga                        | - |      |
| 11   |        | Casa sense nom                | - |      |
| 12   | -      | Botiga                        | - |      |
| 13   | -      | Entrada secundària (IX.5.11.) | - |      |
| 14   | -      | Casa del Restaurant           | És el fruit de la unió de dos habitatges i, per tant, té dos atris amb sengles impluvium i un gran peristil; També hi ha nombroses troballes decoratives, com ara mosaics pavimentals a la zona d'entrada i frescos, la majoria del quart estil pompeià, entre ells alguns eròtics i d'altres amb un tema mitològic, com Europa asseguda sobre un bou, Hèrcules i Òmfale, i Ariadna i Dionís amb una pantera, i una estàtua de Pan.                        |      |
| 15   | -      | Accés a la planta superior    | - |      |
| 16   | -      | Restaurant                    | - |      |
| 17   | -      | Entrada secundària (IX.5.6.)  | - |      |
| 18   | -      | Casa de Jàson                 | S'han restaurat un gran nombre de pintures, majoritàriament extretes a l'època borbònica per passar a formar part de la col·lecció privada reial, com Fedra, Medea que medita per matar els nens, Afrodita i Paris, i Jàson i Pèlias, un fresc del qual va treure la casa el nom. La casa té uns 400 m² i està dividida en catorze habitacions, a més de l'atri i el jardí, totes disposades en una planta irregular.                                      |      |
| 19   | -      | Accés a la planta superior    | - |      |
| 20   | -      | Accés a la planta superior    | - |      |
| 21   | -      | Entrada secundària (IX.5.18.) | - |      |
| 22   | -      | Entrada secundària (IX.5.2.)  | - |      |

## Insula 6
| Pos. | Imatge | Nom                          | Descripció | Ref. |
| ---- | ------ | ---------------------------- | --- | ---- |
| 1    | -      | Entrada secundària (IX.6.A.) | - |      |
| 2    | -      | Accés a la planta superior   | - |      |
| 3    | -      | Casa de P.F.L.               | S'anomena així perquè al seu interior es va trobar un anell que havia gravat aquestes lletres. La casa està composta per un atri amb restes escasses de l'impluvium, al voltant hi ha diverses habitacions obertes. Segueix el tablinum i el jardí, on hi ha un dipòsit i sobre el qual s'obre el triclini. Hi ha poques decoracions de la paret, mentre que el paviment d'opus signinum amb tessel·les blanques a la zona del vestíbul s'ha perdut. |      |
| 4    | -      | Casa de Píram                | Va ser explorada el 1878, però després va ser fortament bombardejada el 1943 causant la destrucció de l'atri i quatre habitacions. La part més ben conservada és la del jardí, amb restes de columnes supervivents en les quals s'obria un larari. |      |
| 5    | -      | Casa d'Opi Grat              | Estava sent restaurada en el moment de l'erupció del Vesuvi del 79, ja que la majoria de les parets es trobaven sense tractar i es van trobar innombrables eines utilitzades per a les obres de renovació. Està disposada al voltant de l'atri amb impluvium en de tuf, seguit del tablinum, el jardí amb restes del peristil i el triclini, dins del qual es van trobar joies, monedes i tres petites estàtues de bronze de divinitats.             |      |
| 6    | -      | Accés a la planta superior   | - |      |
| 7    | -      | Entrada secundària (IX.6.5.) | - |      |
| 8    | -      | Casa del Larari de Venus     | En part encara per excavar, presenta una planta irregular amb vuit habitacions que s'obren al voltant de l'atri, que també porta directament al jardí, on hi ha el larari que dona nom a la casa. L'interior de la fornícula està cobert estuc groc i al centre havia dibuixat un arbre amb ocells, i la base hi havia una estàtua adornada amb una màscara, mentre que a la zona del timpà hi ha traces de decoracions d'estuc.                     |      |
| A    | -      | Fullonica de Marc            | - |      |
| B    | -      | Taverna de Marc              | - |      |
| C    | -      | Botiga                       | - |      |
| D    | -      | Casa de Dido i Enees         | Es va investigar el 1868 i el 1879, restaurant nombrosos frescos, alguns dels quals es van perdre i d'altres es conserven al Museu Arqueològic Nacional de Nàpols. En una paret del passadís d'entrada hi havia la representació d'Ariadna abandonada per Teseu, a la paret del triclini un fragment de fresc de Dido i Enees (que dona nom a la casa), i sirenes. En altres habitacions hi ha els frescos de Polifem i la de Dèdal i Ícar.          |      |
| E    | -      | Botiga                       | - |      |
| F    | -      | Botiga                       | - |      |
| G    | -      | Casa de C. Corneli           | Encara no s'ha explorat del tot. Les primeres investigacions van començar el 1878. De la casa és visible l'atri, el tablinum i el jardí, encara que part del seu peristil, junt amb quatre habitacions van ser destruïdes durant un bombardeig de la Segona Guerra Mundial. Entre les principals decoracions trobades, però després perdudes, hi ha un fresc d'un medalló amb el cap de Venus i un larari recolzat per columnes.                     |      |
| H    | -      | Casa de Clodi Àtal           | Va ser parcialment excavat i posteriorment enterrat. Es va anomenar així perquè es va trobar una inscripció electoral a la seva façana amb el nom de Clodius Attalus. |      |

## Insula 7
| Pos. | Imatge | Nom                                    | Descripció | Ref. |
| ---- | ------ | -------------------------------------- | --- | ---- |
| 1    | -      | Taverna de les Quatre Divinitats       | També coneguda com la Casa de Venus i els Quatre Déus, és una casa parcialment excavada que encara conserva restes de frescos ben conservats a la seva façana. És pot veure una escena de la processó en honor de Cíbele, Diana, Mercuri, Júpiter, Apol·lo, Venus Pompeiana i el bust de Dionís en una fornícula. |      |
| 2    | -      | Botiga                                 | - |      |
| 3    | -      | Casa dels Sitis Pompeians              | Anomenada també Casa de P. Sittius Coniunctus fou explorada parcialment el 1912. Es destaca exclusivament l'entrada entre dues pilastres amb capitell corinti, mentre que les inscripcions electorals de la façana s'han perdut. |      |
| 4    | -      | Botiga                                 | - |      |
| 5    | -      | Botiga de Verecund                     | - |      |
| 6    | -      | Casa de Verecund                       | Va ser excavada parcialment el 1912 i només es pot observar la façana externa on es conserva un fresc que representa Venus impulsada per cavalls, i al compartiment inferior el tipus de treball que es duia a terme al taller contigu (la producció de tela). |      |
| 7    | -      | Botiga                                 | - |      |
| 8    |        | Botiga                                 | - |      |
| 9    |        | Casa de Popidi Montà                   | Es va explorar parcialment el 1912. Només és visible la façana, on es va poder obtenir motlles de guix de les portes de la porta d'entrada. En el moment de l'excavació es van pintar diverses inscripcions electorals a la paret. |      |
| 10   |        | Botiga                                 | - |      |
| 11   | -      | Botiga                                 | - |      |
| 12   |        | Casa sense nom                         | - |      |
| 13   |        | Thermopolium                           | - |      |
| 14   | -      | Identificació incerta                  | - |      |
| 15   | -      | Habitació de prostitutes               | - |      |
| 16   | -      | Casa d'A. Virni Modest                 | També coneguda com la Casa del Cavall de Troia, s'ha excavat exclusivament a la part de l'atri. No obstant això, s'han trobat diverses decoracions de la paret, algunes encara visibles, sobretot al sòcol; algunes s'han traslladat per conservar-les al Museu Arqueològic Nacional de Nàpols, com ara la representació de l'entrada del Cavall de Troia.                                                               |      |
| 17   | -      | Accés a la planta superior             | - |      |
| 18   | -      | Botiga                                 | - |      |
| 19   | -      | Casa del Mirall                        | S'anomena així a causa del descobriment d'un tros de vidre en una de les seves habitacions. La casa té més de 150m² i dividida en més de deu habitacions, a l'interior de les quals hi ha restes de coloració a les parets, moltes de les quals s'han perdut, com el fresc d'un paó i Diana amb el cap coronat amb fulles. La majoria de les pintures són del tercer estil pompeià.                                      |      |
| 20   | -      | Casa dels Arcs                         | També coneguda com la Casa de Caprasius Felix i Fortunata o Casa de la Fortuna, anomenada així per la columnata del peristil que es junta les columnes amb un arc, però també perquè pertanyia a Caprasius Felix, nom que es troba a les àmfores que contenien vi. S'ha trobat un cap de marbre que representava Isis, nombrosos frescos del tercer estil pompeià i una font decorada amb mosaic amb tésseres de colors. |      |
| 21   | -      | Caupona de Terci                       | - |      |
| 22   | -      | Entrada secundària (IX.7.21.)          | - |      |
| 23   | -      | Caupona de T. Claudi Epafrodit         | - |      |
| 24   | -      | Thermopolium                           | - |      |
| 25   | -      | Thermopolium de MM. Fabi Mèmor i Cèler | - |      |
| 26   | -      | Caupona de Fabi Mèmor                  | - |      |

## Insula 8
| Pos. | Imatge | Nom                          | Descripció | Ref. |
| ---- | ------ | ---------------------------- | --- | ---- |
| 1    |        | Botiga                       | També estava equipada amb habitacions a la part posterior, una escala que duia al pis superior (a la part inferior de la qual havia una latrina). Es conserva una fornícula, probablement coberta d'estuc blanc. |      |
| 2    |        | Escola Filosòfica Epicúria   | A més de diverses inscripcions electorals trobades en el moment de l'excavació a la paret exterior, a l'interior hi ha rastres de decoracions de la paret en blanc i vermell, entre les quals hi ha una representació ben conservada d'un paisatge sagrat, després desenganxada, i diversos grafits. |      |
| 3    |        | Entrada secundària (IX.8.6.) | - |      |
| 4    |        | Botiga                       | A més d'inscripcions electorals a les parets externes, no té decoracions. Hi ha restes d'una escala i una latrina. |      |
| 5    |        | Botiga                       | Es van trobar inscripcions electorals a les parets externes. |      |
| 6    |        | Casa del Centenari           | S'anomena així perquè es va explorar el 1879, als divuit segles després de l'erupció del Vesubi, i és el fruit de la unió de tres habitatges. L'atri té un mosaic pavimental i pintures amb un tema teatral, mentre que el tablinum hi dona accés al peristil del pòrtic. Al centre del jardí es troba la piscina, mentre que en el fons hi ha un petit nimfeu. La casa també està equipada amb un segon habitatge més petit, amb un atri central, envoltat d'habitacions. |      |
| 7    |        | Botiga                       | Al seu interior es van trobar balances, peses i un rellotge de sol. Hi ha restes de la decoració pictòrica en blanc i vermell. |      |
| 8    | -      | Casa de Primigènia           | Parcialment excavada, presentava inscripcions electorals a les parets exteriors, mentre que al seu interior s'ha trobat un larari decorat amb banyes i una garlanda, i un fresc que representa a Teseu deixant Ariadna a l'illa de Naxos. |      |
| A    | -      | Entrada secundària (IX.8.6.) | - |      |
| B    | -      | Hospici de C. Higini Firm    | S'anomena així a causa d'un grafit que es troba en una paret. Cobreix una superfície d'uns 160 m². Es divideix en nou habitacions i presenta traces de frescos a les parets. |      |
| C    | -      | Entrada secundària (IX.8.6.) | - |      |

## Insula 9
| Pos. | Imatge | Nom                               | Descripció | Ref. |
| ---- | ------ | --------------------------------- | --- | ---- |
| 1    |        | Thermopolium de L. Estaci Recepte | - |      |
| 2    |        | Caupona de L. Estaci Recepte      | - |      |
| 3    |        | Botiga                            | - |      |
| 4    |        | Botiga                            | - |      |
| 5    |        | Botiga                            | - |      |
| 6    |        | Casa del Vinater                  | Va ser utilitzada tant com a botiga com a habitatge, i va ser excavada el 1887. La casa té una planta irregular, amb un petit atri amb dormitori, el tablinum i el jardí amb un petit larari amb fornícula, originalment estucat en blanc. |      |
| 7    |        | Botiga                            | - |      |
| 8    |        | Taverna                           | - |      |
| 9    | -      | Entrada secundària (IX.9.8.)      | - |      |
| 10   | -      | Entrada secundària (IX.9.6.)      | - |      |
| 11   | -      | Casa sense nom                    | - |      |
| 12   | -      | Hospici                           | - |      |
| 13   | -      | Casa sense nom                    | - |      |
| A    | -      | Casa sense nom                    | - |      |
| B    | -      | Accés a la planta superior        | - |      |
| C    | -      | Casa del Porquet                  | També s'anomena Casa de Sulpicius Rufus. S'anomena així per un fresc de la cuina que representa un porc, i per un segell que es troba prop de l'entrada que porta el nom de Sulpicius Rufus. La casa conserva nombroses restes de frescos en diferents habitacions, tant del tercer com el quart estil pompeià, per exemple als dormitoris al voltant de l'atri, on s'observen els panells decoratius gairebé intactes, com els del triclini i la cuina. |      |
| D    | -      | Casa sense nom                    | - |      |
| E    | -      | Casa sense nom                    | - |      |
| F    | -      | Casa sense nom                    | - |      |
| G    | -      | Casa de P. Emili Cèler            | Deu el seu nom a diversos grafits trobats diverses vegades a la façana principal. Es tracta d'una petita casa de només 65 m², dividida en quatre habitacions. A l'interior hi ha restes escasses de la decoració de la paret, sobretot a la zona del triclini, mentre que el fresc del larari, situat a la cuina, s'ha perdut. |      |

## Insula 10
| Pos. | Imatge | Nom            | Descripció | Ref. |
| ---- | ------ | -------------- | ---------- | ---- |
| 1    | -      | Casa sense nom | -          |      |
| 2    | -      | Casa sense nom | -          |      |

## Insula 11
| Pos. | Imatge | Nom                      | Descripció | Ref. |
| ---- | ------ | ------------------------ | --- | ---- |
| 1    | -      | Casa de Cn. Audi Bas     | Encara no s'ha excavat, tret de la façana del 1911, que es va restaurar les restes d'un fresc que representava una processó fins a un santuari. Passada l'entrada havien més pintures, actualment perdudes. |      |
| 2    |        | Thermopolium d'Asel·lina | - |      |
| 3    |        | Casa sense nom           | - |      |
| 4    |        | Botiga de Vasi           | - |      |
| 5    |        | Botiga                   | - |      |
| 6    |        | Botiga                   | - |      |
| 7    |        | Casa de Corneli Màxim    | Encara no s'ha explorat del tot i només és visible la part de la façana, que presenta algunes inscripcions electorals i dos frescos que representen Hèrcules i Minerva (aquesta darrera es va perdre).      |      |
| 8    | -      | Botiga                   | - |      |

## Insula 12
| Pos. | Imatge | Nom                          | Descripció | Ref. |
| ---- | ------ | ---------------------------- | --- | ---- |
| 1    |        | Casa del Cenacle Columnat I  | Es tracta d'una casa encara parcialment excavada, de la qual només és visible la façana, que té la particularitat de tenir un segon pis realitzat mitjançant l'ús de columnes. També es va trobar una àmfora gran a prop de la casa. |      |
| 2    | -      | Accés a la planta superior   | - |      |
| 3    | -      | Botiga                       | - |      |
| 4    |        | Casa del Cenacle Columnat II | Va ser parcialment explorada el 1912 i després malmesa per un bombardeig el 1943. La casa té una façana de dos pisos, amb la segona recolzada en columnes, mentre que a l'interior, a les poques habitacions amb il·luminació natural, hi ha restes de decoracions pictòriques.                                                             |      |
| 5    | -      | Botiga                       | - |      |
| 6    | -      | Casa dels Amants Castos      | S'estava restaurant en el moment de l'erupció del Vesuvi, com ho demostren els croquis a les parets realitzats abans de ser pintades. Parcialment utilitzat com a fleca, compta amb nombroses pintures, incloses les dels amants reunidts en un banquet. Es van trobar a l'estable els esquelets de les mules emprades per carregar el gra. |      |
| 7    |        | Caupona de Purpuri           | - |      |
| 8    | -      | Estable                      | - |      |
| 9    |        | Casa dels Pintors Treballant | Va permetre als estudiosos comprendre els mètodes de pintura de l'època romana, ja que els pintors estaven realitzant treballs de decoració en el moment de l'erupció del volcà. La casa té una gran sala d'estar, amb vistes a un jardí amb un petit pòrtic i llits de flors simètrics.                                                    |      |

## Insula 13
| Pos. | Imatge | Nom                           | Descripció | Ref. |
| ---- | ------ | ----------------------------- | --- | ---- |
| 1    |        | Entrada secundària (IX.13.3.) | - |      |
| 2    |        | Botiga                        | - |      |
| 3    |        | Casa de Juli Polibi           | Consisteix en un atri amb decoracions del primer estil pompeià, una zona de serveis amb cuina i larari pintat, un peristil amb frescos de tercer estil pompeià (d'on s'han obtingut els motlles de guix d'armaris i portes), i un triclini, amb la representació d'Amfión i Zetos amb Dirce. A la mateixa habitació també es va trobar una estàtua de bronze d'Apol·lo. |      |
| 4    |        | Botiga de Succés              | - |      |
| 5    |        | Casa de M. Fabi Ululitrèmul   | Va ser excavada parcialment el 1913 i el 1970. Només es veu la façana sobre la qual hi ha alguns grafits, mentre que en el moment de l'excavació també hi havia alguns frescos com, el que representava Ròmul i Enees amb el seu pare Anquises. |      |
| 6    |        | Botiga de Sext Ceius          | - |      |

## Insula 14
| Pos. | Imatge | Nom                           | Descripció | Ref. |
| ---- | ------ | ----------------------------- | --- | ---- |
| 1    | -      | Caupona                       | - |      |
| 2    | -      | Entrada secundària (IX.14.4.) | - |      |
| 3    | -      | Botiga                        | - |      |
| 4    | -      | Casa de M. Obel·li Firm       | Es remunta a l'època samnita. Formada per dues entrades, té un segon pis per on s'accedia per tres escales. La major part de la decoració de les habitacions, com l'oecus, el tablinum i l'atri són de segon estil pompeià. Destaca un medalló amb la representació d'Obelius fill i de la seva dona i l'escena d'un banquet. La casa també té un jardí. |      |
| A    | -      | Entrada secundària (IX.14.1.) | - |      |
| B    | -      | Casa sense nom                | - |      |
| C    | -      | Casa sense nom                | - |      |